# Asakuchi
Asakuchi (jap. 浅口市 Asakuchi-shi) ist eine Shi (kreisfreie Stadt) in der japanischen Präfektur Okayama.

## Geographie
Asakuchi liegt östlich von Fukuyama und westlich von Okayama an der Seto-Inlandsee.

## Geschichte
Die Stadt Asakuchi wurde am 21. März 2006 aus der Vereinigung der Gemeinden Kamogata (鴨方町, -chō), Konkō (金光町, -chō) und Yorishima (寄島町, -chō) des Landkreises Asakuchi gegründet.

## Verkehr
Asakuchi wird über die San’yō-Autobahn und die Nationalstraße 2 (nach Osaka und Kitakyūshū) an das Fernstraßennetz angebunden. Die Stadt liegt an der San’yō-Hauptlinie von JR West, die zwischen Kōbe und Kitakyūshū verläuft.

## Städtepartnerschaften
- Tea Tree Gully City, Australien, seit 2007
- Gao’an, Volksrepublik China, seit 2009

## Angrenzende Städte und Gemeinden
In unmittelbarer Nachbarschaft zu Asakuchi befinden sich die beiden Städte Kurashiki und  Kasaoka.

## Weblinks

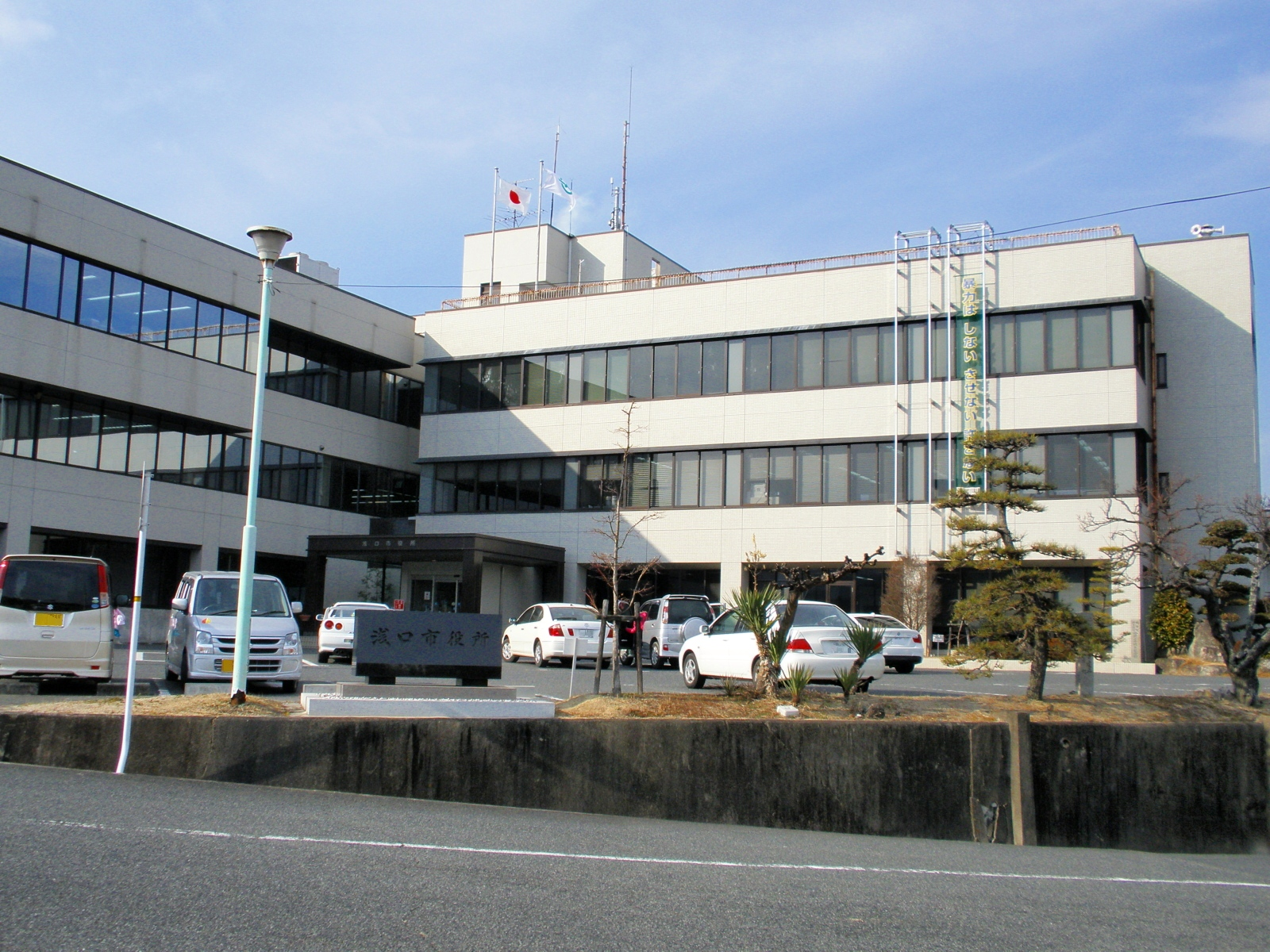
Rathaus von Asakuchi